# Artediellus atlanticus
Artediellus atlanticus és una espècie de peix pertanyent a la família dels còtids.

## Descripció
- El mascle fa 15 cm de llargària màxima i la femella 10,6.[6][7][8]

## Reproducció
La femella pon entre 50 i 350 ous a les acaballes de l'estiu, els quals fan 4 mm de diàmetre.

## Alimentació
Menja poliquets, petits mol·luscs i, molt rarament, crustacis petits.

## Hàbitat
És un peix marí, demersal i de clima temperat (-2 °C-4 °C; 80°N-41°N, 71°W-41°E) que viu entre 35 i 900 m de fondària.

## Distribució geogràfica
Es troba al Canadà, els Estats Units, Dinamarca, les illes Fèroe, Groenlàndia, Islàndia, Irlanda, la Gran Bretanya (incloent-hi l'illa de Man), Noruega, Rússia i Suècia.

## Costums
És bentònic.

## Observacions
És inofensiu per als humans.